# Virgilio Barco Vargas
Virgilio Barco Bargas (Cúcuta, 17 settembre 1921 – Bogotà, 20 maggio 1997) è stato un politico colombiano.

## Biografia
È stato Presidente della Colombia dall'agosto 1986 all'agosto 1990, come rappresentante del Partito Liberale Colombiano. 
Di professione ingegnere civile, si è formato prima in Colombia all'Università Nazionale della Colombia e poi negli Stati Uniti, al Massachusetts Institute of Technology e alla Boston University.
Nel corso della sua carriera politica è stato Ambasciatore nel Regno Unito dal 1961 al 1962 e poi nuovamente dal 1990 al 1992, Ambasciatore negli Stati Uniti dal 1977 al 1980, sindaco di Bogotà dal 1966 al 1969, Ministro dell'agricoltura nel 1963, Ministro della finanza e del credito pubblico nel 1962 e Ministro dei lavori pubblici dal 1958 al 1960.

## Vita privata
Dal 1950 al 1997 è stato sposato con Carolina Isakson Proctor. Tra i suoi quattro figli vi sono la diplomatica e politica Carolina Barco e l'attivista Virgilio Barco Isakson.